# Raphael Matos
Raphael Matos (Belo Horizonte, 1981. augusztus 28. –) brazil autóversenyző. Pályafutása során versenyzett a Barber Pro Series, a Pro Mazda Championship, az A1 Grand Prix, az Atlantic Championship és az Indy Lights sorozatokban.